# Nike Air Force 1

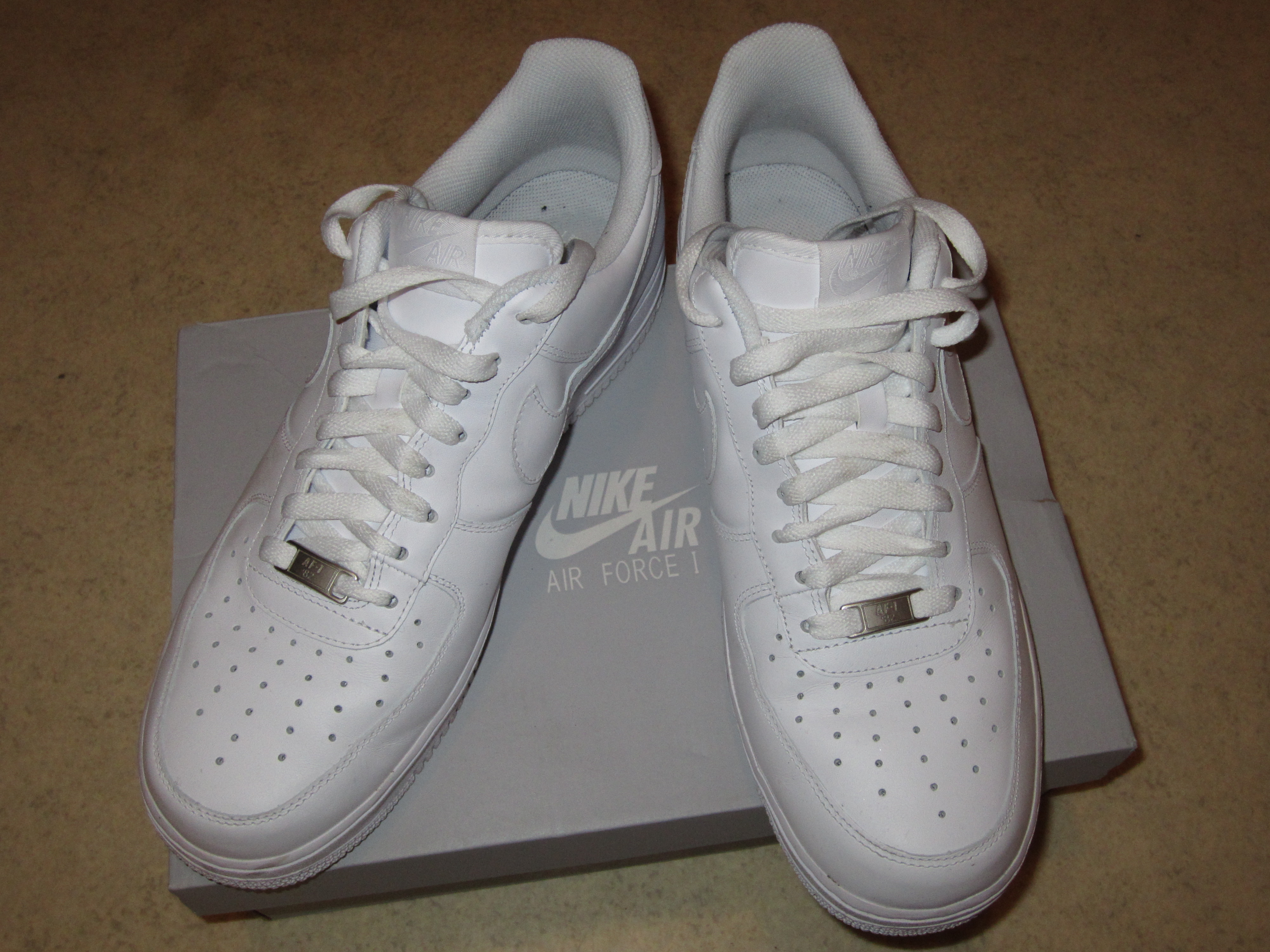
Nike Air Force 1

Nike Air Force 1 är en basketsko från Nike.
Skomodellen är mer eller mindre kultklassad, då den hängt med sedan 1982. Air Force 1 var den första basketskon med luftdämpning i sulan. Alla Nikes senare modeller har tekniken i Air Force 1 som grundsten.